# Gura Văii
Gura Văii é uma comuna romena localizada no distrito de Bacău, na região de Moldávia. A comuna possui uma área de 68.08 km² e sua população era de 6183 habitantes segundo o censo de 2007.